# Спортско-културни центар Дервента
ЈУ „Спортско-културни центар“ Дервента је вишенамјенска спортска дворана у Дервенти. Налази се поред школског центра „Михајло Пупин”, у близини кружног тока који спаја магистралне путеве до Прњавора, Српца и Брода.
Укупна површина објекта је 6.250 m². Главни терен у дворани је димензија 44x24 m, а пуни капацитет дворане је 3.000 посјетилаца. У дворани постоји 8 свлачионица и 2 купатила са толаетима. Сви дервентски клубови имају просторије у дворани. У склопу објекта налази се и фитнес центар, на површини од око 170 m². Директор објекта је Мирослав Симић.

## Намјена
У дворани се одржавају разне редовне активности као што су рекреације, активности клубова и школа, спортска такмичења и тренинзи спортиста. Поред тога, овдје се одржавају и разне значајне манифестације културно-забавног карактера, концерти и друго. СКЦ Дервена организује и познате дервентске манифестације као што су Сајам привреде и туризма који се одржава у склопу Дервентског вашара, Новогодишњи турнир у малом фудбалу („Дервента футсал“), Спортске радничке игре, Фестивал изворне пјесме и друго. Манифестације које се одржавају у дворани, а организују их друге институције су Босиљковање, Дјечији осмјех итд.

## Манифестације

### Сајам привреде и туризма
Дервентски сајам привреде и туризма се одржава под покровитељством Владе Републике Српске – Министарства за трговину и туризам, Привредне коморе Републике Српске и начелника општине Дервента. На 13. Сајму привреде и туризма 2018. године излагало је 120 излагача из Републике Српске, Федерације Босне и Херцеговине, Србије и Хрватске. Отварању је присуствовао и предсједник Републике Српске Милорад Додик, као и министри и начелници сусједних општина.

### Дервента футсал
Новогодишњи турнир у малом фудбалу „Дервента футсал“ одржава се сваке године у децембру у спортској дворани. Организатор ове манифестације је ЈУ СКЦ Дервента, а одржава се од 2001. године. Овај турнир игра се по ФИФА футсал правилима.
На турниру учествује око 100 екипа из Босне и Херцеговине, Србије, Хрватске, Словеније и Северне Македоније. Екипе се такмиче у четири категорије: ветерани, сениори, јуниори и кадети. Награда за прво мјесто у категорији сениора износи 9.000 евра.

### Босиљковање
Интер фолк фест „Босиљковање“ је фестивал фолклора који се одржава у СКЦ Дервента. Организатор ове манифестације је Културно-умјетничко друштво младих „Босиљак“ из Дервенте. Организује се од 1996. године, а на манифестацији учествују фолклорни ансамбли из Босне и Херцеговине, Србије, Хрватске, а 2018. године учествовао је фолклорни ансамбл из Индије.